# Dave Baksh
Dave Baksh (26 juli 1980),  bekend onder zijn artiestennaam Dave Brownsound, is een Canadese muzikant, vooral bekend als leadgitarist van rockband Sum 41. Baksh stopte in 2006 met Sum 41 om zijn eigen carrière voort te zetten in zijn heavy metal / reggaeproject Brown Brigade. Hij voegde zich in 2015 weer bij Sum 41 en bracht drie opeenvolgende studioalbums uit met de band. Hij speelt ook gitaar bij Organ Thieves.

## Biografie
Baksh groeide op in Ajax in een Indo-Guyanesze familie. Baksh leerde samen met zijn neef gitaar spelen. Hij ging naar school met mede- Sum 41- bandgenoot Jason McCaslin en hun voormalige drummer Steve Jocz. Baksh ging naar de Exeter High School.
Baksh kwam in 1997 als derde lid bij Sum 41, nadat Deryck Whibley en Steve Jocz de band in de zomer van 1996 vormden. Naast leadgitarist verzorgde Baksh ook de achtergrondzang. Baksh heette Pleasure in de alter egoband van Sum 41, Pain for Pleasure. Baksh draagt ook de namen "Dave Brownsound" en "Hot Chocolate", vanwege zijn Indiase afkomst en Brownsound, de naam die Eddie Van Halen bedacht voor zijn eigen gitaarklank. Hij heeft verklaard dat zijn favoriete Sum 41-nummers "Mr. Amsterdam", "Machine Gun", "Pain for Pleasure" en "The Bitter End" zijn, en zijn minst favoriete om met de band te spelen is " Pieces ".
Op 11 mei 2006 maakte Baksh in een verklaring via zijn managementmaatschappij bekend dat hij Sum 41 om persoonlijke redenen zou verlaten. Hij legde uit dat hij niet kon blijven proberen zichzelf uit te drukken door middel van gitaarvaardigheden. Tijdens de pauze na Chuck besloot hij dat het tijd was om Sum 41 te verlaten en zich te concentreren op zijn zijproject Brown Brigade.
Op 23 juli 2015 speelde Sum 41 hun comebackshow tijdens de Alternative Press Music Awards, met DMC en Baksh zelf als gasten. Op 14 augustus 2015 werd, na  en speculaties, aangekondigd dat Baksh officieel was teruggekeerd naar Sum 41 en op het zesde studioalbum van de band zou verschijnen. Het resulterende album 13 Voices werd uitgebracht op 7 oktober 2016.
In 2019 bevestigde Baksh tijdens een interview met Loudwire dat hij er spijt van had de band te hebben verlaten na het horen van het vijfde album van de band , Screaming Bloody Murder.